# Апостольский нунций в Антигуа и Барбуде
Апостольский нунций в Королевстве Антигуа и Барбуда — дипломатический представитель Святого Престола в Антигуа и Барбуде. Данный дипломатический пост занимает церковно-дипломатический представитель Ватикана в ранге посла. Апостольская нунциатура в Антигуа и Барбуде была учреждена на постоянной основе 15 декабря 1986 года.
В настоящее время апостольским нунцием в Антигуа и Барбуде является архиепископ Сантьяго Де Вит Гусман, назначенный Папой Франциском 30 июля 2022 года.

## История
Апостольская нунциатура в Антигуа и Барбуде была учреждена на постоянной основе 15 декабря 1986 года, бреве Ut et publica Ecclesiae папы римского Иоанна Павла II. Однако апостольский нунций не имеет официальной резиденции в Антигуа и Барбуде, в его столице Сент-Джонсе и является апостольским нунцием по совместительству, эпизодически навещая страну. Резиденцией апостольского нунция в Антигуа и Барбуде является Порт-оф-Спейн — столица Тринидада и Тобаго.

## Апостольские нунции в Антигуа и Барбуде
- Мануэл Монтейру де Каштру — (25 апреля 1987 — 21 августа 1990 — назначен апостольским нунцием в Сальвадоре);
- Эудженио Сбарбаро — (1 февраля 1991 — 26 апреля 2000 — назначен апостольским нунцием в Югославии);
- Эмиль-Поль Шерриг — (20 января 2001 — 22 мая 2004 — назначен апостольским нунцием в Корее);
- Томас Галликсон — (20 декабря 2004 — 21 мая 2011 — назначен апостольским нунцием на Украине);
- Никола Джирасоли — (29 октября 2011 — 16 июня 2017 — назначен апостольским нунцием в Перу);
- Фортунатус Нвачукву — (4 ноября 2017 — 17 декабря 2021 — назначен постоянным наблюдателем Святого Престола при отделении ООН и специализированных учреждений ООН в Женеве);
- Сантьяго Де Вит Гусман — (30 июля 2022 — по настоящее время).